# 여래비리국
여래비리국(如來卑離國)은 고대 한반도에 존재했던 국가로 마한 54소국 중 하나로, 위치는 정확하지 않으나 전북특별자치도 익산시 여산면에 있었던 것으로 추정된다. 초기 철기문화를 배경으로 성장하여 토착 사회집단과 지배세력을 토대로 독립적인 상태에 있다가 4세기 중엽에 다른 마한 소국들과 함께 백제에 복속된 것으로 보인다.

## 같이 보기
- 익산시